# Perené (rivier)
De Perené (Spaans Río Perené) is een Peruviaanse rivier die stroomt op de oostelijke hellingen van de Peruaanse Andes.
Zij wordt gevormd door de samenvloeiing van de Chanchamayo en de Paucartambo, 15 km boven het dorp Perené, op 650 m boven zeeniveau.
165 kilometer stroomafwaarts verenigt de Perené zich met de Ene 10 km stroomafwaarts van het dorp Puerto Ocopa, op 400 m boven zeeniveau en zij vormen de Tambo. De Perené behoort tot het bekken van de Amazone.